# Nelusetta ayraud
Nelusetta ayraud es una especie de peces de la familia Monacanthidae en el orden de los Tetraodontiformes.

## Morfología
Pueden llegar alcanzar los 100 cm de longitud total y 3.500 g de peso.
- Las aletas pélvicas son rudimentarias.[3][4]

## Alimentación
Come principalmente salpas y, en menor cantidad, moluscos gasterópodos, crustáceos y peces hueso.

## Hábitat
Es un pez de mar y de clima subtropical y demersal que vive entre 0-360 m de profundidad.

## Distribución geográfica
Se considera que es una especie de peces endémica del sur de Australia (en Australia Occidental hasta Nueva Gales del Sur), aunque hay un registro en Nueva Zelanda.

## Observaciones
Es inofensivo para los humanos.